# 湯川村 (和歌山県)
湯川村（ゆかわむら）は、和歌山県日高郡にあった村。現在の御坊市湯川町各町にあたる。

## 地理
- 山岳：亀山、薬師谷山、城ヶ峰
- 河川：斎川、北吉田川

## 歴史
- 1889年（明治22年）4月1日 - 町村制の施行により、小松原村・財部村・丸山村・富安村の区域をもって発足。
- 1954年（昭和29年）4月1日 - 御坊町・藤田村・野口村・名田村・塩屋村と合併して御坊市が発足。同日湯川村廃止。

## 交通

### 鉄道路線
- 日本国有鉄道
  - 紀勢西線（現・紀勢本線）
    - 御坊駅
- 御坊臨港鉄道（現・紀州鉄道）
  - 御坊臨港鉄道線（現・紀州鉄道線）
    - 御坊駅 - 中学前駅（1941年廃駅）

現在は旧村域に学門駅が所在するが、当時は未開業。

### 道路
- 国道170号（現・国道42号）